# 権利章典 (アメリカ)

アメリカ国立公文書記録管理局に保管されている権利章典原本

権利章典（けんりしょうてん、Bill of Rights）とは、アメリカ合衆国において、憲法中の人権保障規定のことをいう。州によっては統治機構とは区別して規定されている。アメリカ合衆国憲法では、最初の修正条項である修正第1条（Amendment I）から修正第10条（Amendment X）がこれにあたる。名前は1689年に制定された英国の「権利章典(Bill of Rights)」に由来する。
合衆国憲法修正第1条から修正第10条は、市民の基本的人権に関する規定であり、憲法制定直後の1789年第1回合衆国議会で提案され、1791年12月実施されたものである。

## 内容

### 修正第1条
（信教・言論・出版・集会の自由、請願権）
- 合衆国議会は、国教を樹立、または宗教上の行為を自由に行なうことを禁止する法律、言論または報道の自由を制限する法律、ならびに、市民が平穏に集会する権利および苦情の処理を求めて政府に対し請願する権利を侵害する法律を制定してはならない。

### 修正第2条
（人民の武装権）
- 規律ある民兵は、自由な国家の安全にとって必要であるから、人民が武器を保有し、また携帯する権利は、これを侵してはならない。

- 米国憲法修正条項第2条（大礒正美による意訳） - 連邦政府に対する潜在的抵抗権（自由権）を確保する必要から、正当に組織された義勇軍は禁止されてはならず、（したがって）義勇兵となるべき邦（州）民が、自己の武器を保有し携帯する権利もまた、連邦政府によって侵害されてはならない。

### 修正第3条
（軍隊の舎営に対する制限）
- 平時においては、所有者の同意を得ない限り、何人の家屋にも兵士を舎営させてはならない。戦時においても、法律の定める方法による場合のほか、同様とする。

### 修正第4条
（令状主義）
- 不合理な捜索および押収に対し、身体、家屋、書類および所有物の安全を保障されるという人民の権利は、これを侵してはならない。令状は、宣誓または確約によって裏付けられた相当な理由に基づいてのみ発行され、かつ捜索すべき場所、および逮捕すべき人、または押収すべき物件を特定して示したものでなければならない。

- 本条は直接には捜索・押収（Search and Seizure）についての規定であるが、ここにいう押収には、「人の押収」すなわち逮捕（Arrest）が含まれるとするのが米国における判例・通説である。

- 本条については、非常に多数の判例がある。アメリカ合衆国における刑事事件に関する捜査の手続きは、大陸法系のような詳細な刑事訴訟法が存在しないため、専ら本条の解釈によって規律されており、結果としてその解釈が多数の刑事事件で争われてきたためである。

### 修正第5条
（大陪審の保障、二重の処罰の禁止、デュー・プロセス・オブ・ロー、財産権の保障）
- 何人も、大陪審の告発または起訴によらなければ、死刑を科せられる罪その他の破廉恥罪につき責を負わされることはない。ただし、陸海軍、または戦時、もしくは公共の危険に際して現に軍務に服している民兵において生じた事件については、この限りではない。
- 何人も、同一の犯罪について重ねて生命身体の危険にさらされることはない。
- 何人も、刑事事件において自己に不利な証人となることを強制されることはなく、また法の適正な手続きによらずに、生命、自由または財産を奪われることはない。
- 何人も、正当な補償なしに、私有財産を公共の用のために徴収されることはない。

### 修正第6条
（陪審、迅速な公開の裁判その他刑事上の人権保障）
- すべての刑事上の訴追において、被告人は、犯罪が行なわれた州、および事前に法律によって定められた地区の公平な陪審による迅速な公開の裁判を受け、かつ事件の性質と原因とについて告知を受ける権利を有する。
- 被告人は、自己に不利な証人との対質を求め、自己に有利な証人を得るために強制手続を取り、また自己の防禦（ぼうぎょ）のために弁護人の援助を受ける権利を有する。

### 修正第7条
（民事事件における陪審審理の保障）
- コモン・ロー上の訴訟において、訴額が20ドルを超えるときは、陪審による裁判を受ける権利が保障されなければならない。陪審によって認定された事実は、コモン・ローの準則によるほか、合衆国のいずれの裁判所においても再審理されることはない。

### 修正第8条
（残虐で異常な刑罰の禁止等）
- 過大な額の保釈金を要求し、または過重な罰金を科してはならない。また残虐で異常な刑罰を科してはならない。

### 修正第9条
（人民の権利に関する一般条項）
- この憲法に一定の権利を列挙したことを根拠に、人民の保有する他の諸権利を否定し、または軽視したものと解釈してはならない。

### 修正第10条
（州または人民に留保された権限）
- この憲法によって合衆国に委任されず、また州に対して禁止していない権限は、それぞれの州または人民に留保される。